# Jimmy Grissom
Jimmy Grissom war ein US-amerikanischer Jazz- und Rhythm-and-Blues-Sänger.

## Leben und Wirken
Jimmy Grissom ist ein Neffe von Dan Grissom, der Vokalist im Jimmy-Lunceford-Orchestra war. Er nahm Ende der 1940er Jahre erste Titel für Miltone Records auf und hatte 1948 einen ersten Hiterfolg mit dem Song „Christmas Brings Me Down“. Im folgenden Jahr nahm er „California Blues“ und „Footsteps Round My Door“ für MGM auf, spielte dann bis Anfang der 1950er Jahre in Clubs in der Gegend von Los Angeles. Seine Band bestand aus dem Tenorsaxophonisten Chuck Waller, dem Pianisten Willard McDaniel, dem Bassisten Reginald Jones und dem Schlagzeuger Bob Harvey.
Im Sommer 1950 trat Grissom im Bowery Club in Las Vegas mit dem Altsaxophonisten Clifton Neil auf. Im Oktober dieses Jahres erschien sein erstes Album mit dem Hiterfolgen „Once There Lived a Fool“ und „I'll Still Keep Loving You“, der # 143 der R&B-Charts erreichte. 1952 sang er erstmals im Duke Ellington Orchestra bei einem Konzertauftritt. Ende 1952 nahm er den Titel „So Help Me I Love You“ auf; Grissom machte danach noch weitere Aufnahmen bei Duke Ellington, wie „The Vulture Song“ (Columbia # 39942) und „Follow Me“ (Columbia # 39961) und wirkte bei dem Pasadena Concert 1953 mit. Er war Sänger bei den Titeln „What More can I Say“, „I'm Just a Lucky So and So“ und „Vagabonds“. Im April 1955 nahm er in Los Angeles die Songs "I Had To Find Our for Myself" und "Listen Pretty Baby" auf, 1956 trat er mit dem Ellington-Orchester auf dem Newport Jazz Festival auf.
Ende der 1950er Jahre nahm Grissom für das Label Argo Records auf, "Mean And Evil Woman Blues" und "A World of Trouble" (u. a. mit dem Bassisten Sam Kidd). Mit einer kleinen Begleitband trat er unter dem Titel Ellington's Indigos Trio mit Billy Strayhorn und dem Altsaxophonisten Johnny Hodges auf. 1962 nahm Grissom für Verve Records I've Got You on My Mind und Lover's Reverie auf.